# Pogoniopsis schenkii
Pogoniopsis schenkii är en orkidéart som beskrevs av Célestin Alfred Cogniaux. Pogoniopsis schenkii ingår i släktet Pogoniopsis och familjen orkidéer. Inga underarter finns listade i Catalogue of Life.